# Джиба
Джиба (італ. Giba, сард. Giba) — муніципалітет в Італії, у регіоні Сардинія,  провінція Карбонія-Іглезіас.
Джиба розташована на відстані близько 460 км на південний захід від Рима, 45 км на захід від Кальярі, 14 км на південний схід від Карбонії, 30 км на південь від Іглезіас.
Населення — 2111 осіб (2014).
Щорічний фестиваль відбувається 29 червня, другої неділі вересня. Покровитель — святий Петро.

## Демографія
Населення за роками:

Станом на 1 січня 2023 року в муніципалітеті офіційно проживав 71 іноземець з 13 країн, серед них 44 громадяни країн Євросоюзу та 1 громадянин України.

## Сусідні муніципалітети
- Мазаїнас
- Пішинас
- Сан-Джованні-Суерджу
- Траталіас